# 尤光照
尤光照（1908年3月30日—1967年8月16日），男，江苏南京人，香港电影演员。其體胖過人，動作詼諧，是擅演喜劇的諧星。一生演出200多齣電影。

## 生平
18歲進「上海乾坤電影養成所」學習，畢業後從影，銀幕處男作為上海默片《南華夢》（1925年，飾演蔣平霖）。之後，在「天一」、「明星」、「聯華」、「國華」及「國泰」等上海影片公司拍片，在「國華」工作期間，曾參加「正鳳劇隊」，合作搞話劇。1949年南來香港演出國語及粵語電影，代表作為《歌女紅菱艶》（1953年）。

### 逝世
1967年8月16日(星期三)凌晨，因心臟病復發，在住所送住九龍伊利沙伯醫院途中逝世，享年59歲，遺下妻子及女兒。

## 外部連結
- 香港電影資料館：尤光照先生參予電影的記錄[永久]
- 大胖子諧星尤光照先生的各種造型劇照 （页面存档备份，存于）
- 尤光照在粵語電影裡的演出片斷